# Abel Aguilar
Abel Aguilar (ur. 6 stycznia 1985 w Bogocie) – kolumbijski piłkarz, występujący na pozycji pomocnika. Od 2016 występujący w klubie Deportivo Cali.

## Kariera klubowa
| Sezon   | Klub                       | Kraj      | Rozgrywki     | Mecze | Bramki | Rozgrywki Europy | Mecze | Bramki |
| ------- | -------------------------- | --------- | ------------- | ----- | ------ | ---------------- | ----- | ------ |
| 2001/02 | Deportivo Cali             | Kolumbia  | Primera A     | 19    | 0      | -                | -     | -      |
| 2002/03 | Deportivo Cali             | Kolumbia  | Primera A     | 0     | 0      | -                | -     | -      |
| 2003/04 | Deportivo Cali             | Kolumbia  | Primera A     | 0     | 0      | -                | -     | -      |
| 2004/05 | Deportivo Cali             | Kolumbia  | Primera A     | 5     | 0      | -                | -     | -      |
| 2005/06 | Ascoli (wyp.)              | Włochy    | Serie A       | 0     | 0      | -                | -     | -      |
| 2005/06 | Udinese Calcio             | Włochy    | Serie A       | 2     | 0      | Liga Europy UEFA | 1     | 0      |
| 2006/07 | Xerez CD (wyp.)            | Hiszpania | Liga Adelante | 1     | 0      | -                | -     | -      |
| 2007/08 | Xerez CD (wyp.)            | Hiszpania | Liga Adelante | 30    | 2      | -                | -     | -      |
| 2008/09 | Hércules CF (wyp.)         | Hiszpania | Liga Adelante | 31    | 7      | -                | -     | -      |
| 2009/10 | Real Saragossa (wyp.)      | Hiszpania | Liga BBVA     | 27    | 4      | -                | -     | -      |
| 2010/11 | Hércules CF                | Hiszpania | Liga BBVA     | 34    | 0      | -                | -     | -      |
| 2011/12 | Hércules CF                | Hiszpania | Liga Adelante | 35    | 4      | -                | -     | -      |
| 2012/13 | Deportivo La Coruña (wyp.) | Hiszpania | Liga BBVA     | 28    | 3      | -                | -     | -      |
| 2013/14 | Toulouse FC                | Francja   | Ligue 1       | 28    | 1      | -                | -     | -      |
| 2014/15 | Toulouse FC                | Francja   | Ligue 1       | 15    | 0      | -                | -     | -      |

Stan na: 14 grudzień 2014 r.